# Чхаидзе, Василий Исакиевич
Васи́лий Иса́киевич Чхаи́дзе (груз. ვასილ ისაკის ძე ჩხაიძე; 20 декабря 1904 [2 января 1905], с. Ацана, Озургетский уезд, Кутаисская губерния, Российская империя, ныне — Ланчхутский муниципалитет, Грузия — 26 декабря 1986) — советский грузинский актёр театра и кино. Заслуженный артист Грузинской ССР (1979).

## Биография
Родился в селе Ацана (тогда входило в состав Озургетского уезда Кутаисской губернии) в западной Грузии.
В 1936 году окончил Тбилисский государственный университет, германское отделение филологического факультета.
В 1927—1934 годах — работал в театре Батуми, затем — в Грузинском государственном театре, в 1937—1956 гг. — преподавал в школе русский и немецкий язык, в 1956 году возобновил актёрскую деятельность в Потийском драматическом театре им. В. Гуния, где работал до 1962 года, когда Чхаидзе уволили за профнепригодность. После увольнения из театра он вернулся в родное село, где устроился работать учителем немецкого и русского языка в местной школе. Первая большая роль Василия Чхаидзе в кино состоялась в 1967 году (на киностудии «Грузия-фильм»), когда режиссер Эльдар Шенгелая решил взять его на роль Пипиния Эристави в своем фильме.
Интересно, что ни один из киноперсонажей Чхаидзе не был озвучен им самим. Это делал другой известный грузинский актер, Эроси Манджгаладзе. После смерти Манджгаладзе в 1982 году, Василий Чхаидзе больше ни разу не снимался.
Умер 26 декабря 1986 года. Первоначально был похоронен на кладбище в Мухатгверди, но в 2013 году стараниями режиссера Эльдара Шенгелая прах Василия Чхаидзе был перезахоронен в Дидубийском пантеоне Тбилиси.

## Фильмография
- 1968 — Необыкновенная выставка — Пипиний, отец Агули
- 1970 — Заходящее солнце (киноальманах «Мяч, перчатка и капитан») — капитан Сандро
- 1970 — Феола (киноальманах «Мяч, перчатка и капитан») — Хусвикадзе
- 1971 — Тихая обитель — Георгий Тухарели
- 1971 — Перед рассветом
- 1971 — Сады Семирамиды — почтальон
- 1971 — Цотне Дадиани
- 1973 — Приключения Лазаре — князь
- 1974 — Чудаки — Христофор, изобретатель
- 1974 — В тени родных деревьев — Пупли
- 1974 — Капитаны — Чомахидзе, капитан
- 1974 — Родник у дороги
- 1975 — Все сначала — Кантемир
- 1975 — Первая ласточка — Элизбар
- 1975 — Чирики и Чикотела
- 1975 — Переполох — Иван
- 1975 — Странствующие рыцари — дедушка Ардалион
- 1977 — Берега — табагари
- 1977 — Рача, любовь моя — Камихосро, прапрадедушка Заури
- 1977 — Мимино — маляр Аристофан
- 1977 — Маленькие друзья — дедушка
- 1977 — Мачеха Саманишвили — дядя Кириле
- 1977 — Мой друг дядя Ваня
- 1978 — Кваркваре
- 1978 — Короли и капуста — Мирафлорес, бывший президент Анчурии
- 1978 — Перерыв — Изобретатель
- 1978 — Пари, Бабочка, Три рубля, Термометр и т.д. — пассажир электрички
- 1979 — Дюма на Кавказе — тамада
- 1979 — Яма
- 1980 — Твой сын, Земля — актёр театра
- 1980 — Тифлис — Париж и обратно — Юлон, строитель воздушного шара
- 1981 — Штормовое предупреждение — дед-грузин
- 1982 — Юность гения — Натили, учитель Хусейна
- 1984 — Голубые горы, или Неправдоподобная история — актёр